# Тарнава (герб)
Тарнава — польський шляхетський герб, використовуваний кількома десятками родин. Відомо лише одне пов'язане з ним ім'я - ідентичне імені - Тарнава. Виступав переважно у Краківському, Сандомирському, Люблінському та Познанському воєводствах. Зображення цього герба походять з початку XVI століття, хоча за назвою він був відомий на 100 років раніше. Найвідомішим родом, який носив цей герб, був Мальчевські.

## Опис герба
Каспер Нісецький блазонує герб так: «Широкий білий хрест у червоному полі, під ним низько з лівого боку щита місяць з обома рогами, поверненими до хрестів, плечем до щита, ніби стоїть на одному розі, жовтому або золотому, на шоломі п'ять страусиних пір'їн».
Опис, побудований з урахуванням принципів сучасного блазонування, запропонованих Альфредом Знамєровським, такий: «У червоному полі зображено срібний грецький хрест, під лівим плечем якого — золотий півмісяць».
Шолом з короною і наметом, п'ять страусиних пер в клейноді.

### Військо Запорозьке

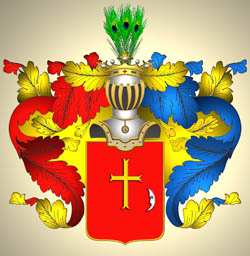
Тарнава Туманських